# Juka krátkolistá
Juka krátkolistá (Yucca brevifolia), anglicky Joshua Tree (Jozuův strom), je podle taxonomického systému APG III dřevina z čeledi chřestovitých (Asparagaceae) kde je řazena do podčeledi agávových (Agavoideae). Vyskytuje se téměř výlučně v Mohavské poušti v USA.
Je to strom s nezaměnitelnou siluetou, nejvyšší představitel rodu juka dorůstá výšky 10 až 12 metrů a dožívá se stáří až stovky let. Věk stromu se ale obtížně určuje, protože tvoří svazky tisíců souběžných vláken a nejsou na něm tedy letokruhy. Listy mají délku 40 cm a vyrůstají v listové růžici na koncích větví, kde se od března do dubna rozvětví velké hrozny bílých dužnatých květů.

## Zajímavost
Jméno Jozuův strom pochází od prvních mormonských kolonistů Kalifornie, kteří v polovině 19. století přecházeli Mohavskou poušť. Zakřivené větve stromu jim připomínaly starozákonní příběh, v němž židovský prorok Jozue vztáhl v modlitbě ruce k nebesům. Pojmenovali tedy strom podle tohoto proroka, který podle bible vyvedl svůj lid z pouště.
Jozuův strom je specifický pro Národní park Joshua Tree.